# 大詫間幼稚園
大詫間幼稚園（おおだくまようちえん）は、かつて佐賀県佐賀市川副町大字大詫間にあった私立幼稚園。学校法人大詫間幼稚園により運営されていた。

## 概要
- 所在地 佐賀県佐賀市川副町大字大詫間620番地

## 沿革
- 1958年（昭和33年）- 設立。
- 2011年（平成23年）1月 - 少子化に伴う園児数の減少により、中川副幼稚園と合併することが決定。佐賀県庁にて認可申請の交付式。
- 2012年(平成24年)3月 - 中川副幼稚園との合併。新たに学校法人川副学園の運営による博愛の里幼稚園が設立され、閉園。博愛の里幼稚園の園舎は当面は旧・中川副幼稚園の園舎を使用することとなった。

## 園周辺
近隣の大詫間小学校との交流が盛んであった。